# A Single Man (álbum)
A Single Man es el duodécimo álbum de estudio de Elton John, lanzado en 1978. Es el primer álbum de John sin sus usuales colaboradores hasta ese momento, el letrista Bernie Taupin y el productor Gus Dudgeon.
El hit del disco, "Song for Guy", está dedicado a Guy Burchett, un joven exempleado de la productora de John: The Rocket Record Company, quien falleció en un accidente de tránsito con sólo 17 años. La canción es casi instrumental, salvo por una frase repetida sobre el final: "Life isn't everything" (la vida no es todo), como sencillo se convirtió en un gran éxito internacional, y ha permanecido como un clásico del artista.
A Single Man fue el primer álbum de Elton John editado oficialmente en la Unión Soviética (no obstante sus anteriores trabajos circulaban en copias bootleg), la edición fue impulsada por su serie de conciertos ofrecidos en Moscú y Leningrado en mayo de 1979, siendo Elton uno de los primeros artistas pop rock occidentales en actuar detrás de la Cortina de Hierro.

## Producción
A Single Man es el primero de los álbumes de Elton John que no incluye el trabajo del letrista Bernie Taupin, y el primero desde su debut en Empty Sky sin el productor Gus Dudgeon. Los miembros que regresan de su banda son el percusionista Ray Cooper y el guitarrista Davey Johnstone; este último tocó en una sola canción del álbum. Paul Buckmaster no aparecería en otro álbum de Elton John hasta Made in England. A diferencia de las composiciones anteriores en las que las letras eran lo primero, John comenzó a escribir melodías en un piano y, sin querer, surgió un álbum a partir de esto. Este es también el primer álbum de John en el que canta en un registro más bajo. "Song for Guy" fue escrita como un tributo a Guy Burchett, un joven mensajero empleado por el sello discográfico de John, Rocket Records, que murió en un accidente de motocicleta.
El personal y los jugadores del Watford Football Club, del cual John era presidente en ese momento, brindan coros en "Big Dipper" y "Georgia". En estas pistas también se incluyen los coros del personal femenino de Rocket Records, acreditados como 'The South Audley Street Girls' Choir'.
La foto de la portada se tomó en Long Walk, que forma parte del Gran Parque de Windsor en Berkshire. La portada interior muestra a John en un Jaguar XK140 FHC. John dejó de usar sus característicos anteojos en público durante un período a fines de la década de 1970, la cual la foto del álbum lo refleja.

## Recepción
En los Estados Unidos, A Single Man fue certificado oro en octubre de 1978 y platino en noviembre del mismo año por la RIAA. Al igual que con muchos de los lanzamientos de John de finales de la década de 1970 y la década de 1980, recibió críticas generalmente mixtas de los críticos.

## Promoción y actuaciones en vivo
En el momento del lanzamiento, John interpretó algunas canciones del álbum en programas como Big Night de Bruce Forsyth (interpretando "Part-Time Love"), Countdown (imitando "Georgia" y "Madness"), The Old Grey Whistle Test (interpretando "Shooting Star" y "Song for Guy"), The Morecambe & Wise Show (interpretando "Shine on Through"), Parkinson (interpretando "Song for Guy"), Rockpop (imitando "Return to Paradise" y "Part-Time Love ") y Top of the Pops (haciendo mímica de "Part-Time Love" e interpretando "Song for Guy"). Realizó dos presentaciones en solitario: una para el personal de MCA en el Century Plaza Hotel el 14 de octubre de 1978 (interpretando "Shine on Through", "Return to Paradise" y "Song for Guy") y la otra en un estudio RTL el 20 de octubre de 1978. (interpretando "Part-Time Love", "Shooting Star" y "Song for Guy"). La gira de John de 1979 por la Unión Soviética incluyó canciones del álbum ("Part-Time Love" y "Song for Guy").
Desde ese período, no se han interpretado otras canciones que no sean "Song for Guy".

## Lista de canciones
- Autor Elton John & Gary Osborne, salvo los indicados.

| Lado A |                          |          |  |
| N.º    | Título                   | Duración |  |
| 1.     | «Shine on Through»       | 3:45     |  |
| 2.     | «Return to Paradise»     | 4:15     |  |
| 3.     | «I Don't Care»           | 4:23     |  |
| 4.     | «Big Dipper»             | 4:04     |  |
| 5.     | «It Ain't Gonna Be Easy» | 8:27     |  |

| Lado B |                  |          |  |
| N.º    | Título           | Duración |  |
| 1.     | «Part-Time Love» | 3:16     |  |
| 2.     | «Georgia»        | 4:50     |  |
| 3.     | «Shooting Star»  | 2:44     |  |
| 4.     | «Madness»        | 5:53     |  |
| 5.     | «Reverie»        | 0:53     |  |
| 6.     | «Song for Guy»   | 6:35     |  |
| 48:46  |                  |          |  |

| Bonus tracks (Mercury Records 1998) |                  |          |  |
| N.º                                 | Título           | Duración |  |
| 1.                                  | «Ego»            | 4:00     |  |
| 2.                                  | «Flinstone Boy»  | 4:13     |  |
| 3.                                  | «I Cry at Night» | 3:16     |  |
| 4.                                  | «Lovesick»       | 3:59     |  |
| 5.                                  | «Strangers»      | 4:46     |  |
| 69:00                               |                  |          |  |

## Certificaciones
| Región                                                                            | Certifiacado | Unidades/ventas |
| --------------------------------------------------------------------------------- | ------------ | --------------- |
| Music Canada                                                                      | Platino      | 100.000         |
| National Syndicate of Phonographic Publishing                                     | Oro          | 100.000         |
| Nederlandse Vereniging van Producenten en Importeurs van beeld- en geluidsdragers | Oro          | 50.000          |
| Recorded Music NZ                                                                 | Platino      | 15.000          |
| British Phonographic Industry                                                     | Oro          | 100.000         |
| Recording Industry Association of America                                         | Platino      | 1.000.000       |